# Visió de Sant Eustaqui
La visió de Sant Eustaqui és una pintura al tremp d'ou sobre fusta, exhibida a la National Gallery de Londres. L'obra és de Pisanello. No se sap exactament l'època en què va ser pintada, però se sospita que probablement ho fou a finals del segle xiv. Pertany al moviment gòtic.

## Escena
Conta la llegenda que Sant Eustaqui, un cavaller romà, es va convertir al cristianisme durant una cacera, després de topar-se amb un gran cérvol que portava un crucifix a la cornamenta. Malgrat que es tracti d'una escena religiosa, el caràcter de la pintura no és de devoció, sinó que se centra a mostrar elements d'una escena de cacera. Per exemple, l'artista cuida els diferents elements distintius de cadascuna de les races de gos que s'utilitzaven per a la caça major de l'època.